# Abigail Clancy
Pour les articles homonymes, voir Clancy.
Abigail « Abbey » Clancy, née Abigail Marie Clancy le 10 janvier 1986 à Liverpool, est un mannequin anglais.

## Biographie

### Carrière
En 2005, elle est finaliste du concours Britain's Next Top Model (en). Elle poursuit après l'émission une carrière de mannequin, posant par exemple en 2009 pour Pepsi Max (en) et pour la marque de lingerie Pussy Glamor.
En 2010, alors qu'elle pose pour le magazine Sports Illustrated Swimsuit Issue, FHM la classe à la dixième position de son classement des femmes les plus sexy de l'année. Elle est l'un des mannequins qui prête son image au calendrier de l'Avent de 2011 du magazine Love avant d'être l'égérie, aux côtés de sa mère, du parfum Cherish de la marque Avon qui sort à l'occasion de la fête des mères de 2014.
En 2015, elle participe à Strictly Come Dancing, l'équivalent britannique de Danse avec les stars, avec comme partenaire le danseur slovaque Aljaž Skorjanec (en).

### Vie privée
Abigail Clancy est la femme du footballeur anglais Peter Crouch avec qui elle a quatre enfants : deux filles (nées en 2011 et 2015) et deux garçons (nés en 2018 et 2019).